# Rubén Yáñez (Fußballspieler)
Orlando Rubén Yáñez Alabart (* 12. Oktober 1993 in Blanes) ist ein spanischer Fußballtorwart.

## Karriere
Yáñez begann seine Karriere beim FC Lloret. Danach spielte er beim FC Girona. 2010 wechselte er zu Real Madrid. 2012 spielte er erstmals für Real Madrid C. Sein Profidebüt für den Zweitligisten Real Madrid Castilla gab er am 4. Spieltag 2013/14 gegen den CD Mirandés. Am Saisonende stieg er mit den Madrilenen in die Segunda División B ab. 2015 stand er erstmals im Kader von Real Madrid.
Im August 2017 wechselte er zum Ligakonkurrenten FC Getafe, wurde aber direkt an den Zweitligisten FC Cádiz verliehen. Yáñez stand bei allen Spielen der Saison bis auf eines zwar im Spieltagskader, bestritt aber tatsächlich kein Spiel. Lediglich bei sechs Pokalspielen stand er für Cádiz im Tor.
In der Saison 2018/19 gehörte er wieder zum Kader von Getafe. Allerdings stand er lediglich bei einem Ligaspiel im Spieltagskader, wurde aber auch in diesem Spiel nicht eingesetzt. In der Saison 2019/20 wurde er an den SD Huesca ausgeliehen. Für diesen bestritt er sechs Liga- und zwei Pokalspiele.
In der Saison 2020/21 stand er wieder im Kader des FC Getafe und wurde ab Mitte Dezember 2020 bis Mitte Februar 2021 sowie im letzten Spiel der Saison tatsächlich eingesetzt, so dass er auf 10 von 38 möglichen Ligaspielen sowie ein Pokalspiel kam. In der Saison 2021/22 waren es nur zwei Pokalspiele.
Mitte Juli 2022 wechselte er zum FC Málaga, der zu dieser Saison in die zweithöchste spanische Liga abgestiegen war, und unterschrieb dort einen Vertrag bis zum Ende der Saison 2024/25.

## Erfolge
- UEFA Champions League: 2016, 2017
- UEFA Super Cup: 2016, 2017
- FIFA-Klub-Weltmeisterschaft: 2016
- Spanischer Meister: 2017
- Spanischer Supercupsieger: 2017